# Barbara Wachinger
Barbara Wachinger, geb. Jendrosch (* 1937) ist eine deutsche römisch-katholische Moraltheologin und Hochschullehrerin im Ruhestand. Sie war Professorin an der Katholischen Stiftungsfachhochschule München.

## Leben
Nach einem Studium der Philosophie und Theologie in Freiburg und München mit den Abschlüssen Diplom 1963 und Promotion 1968 zum Doktor der Theologie in Moraltheologie unterrichtete sie von 1968 bis 1970 am Gymnasium.
Von 1971 bis 2002 lehrte sie als Professorin an der Katholischen Stiftungsfachhochschule, München.
Daneben bildete sie sich in der pädagogisch-therapeutischen Methode Sozialtherapeutisches Rollenspiel nach Adelheid Stein fort.

## Schwerpunkte in Forschung und Lehre
- Philosophie, Anthropologie und Sozialethik
- Aspekte einer Theologie für die Soziale Arbeit
- Feministische/Genderperspektive in der Theologie
- Spiritualität und Soziale Arbeit
- Arbeit mit der Methode des Sozialtherapeutischen Rollenspiels, Leitung von Selbsterfahrungsseminaren

## Mitarbeit in Fachverbänden
- Mitglied im Netzwerk Soziale Theologie

## Schriften

### Monografien
- Barbara Jendrosch: Johann Michael Sailers Lehre vom Gewissen  (= Studien zur Geschichte der kath(olischen) Moraltheologie, Band 19), Regensburg 1971, zugleich Hochschulschrift, München, Univ., Theol. Fak., Diss. 1968, ISBN 3-7917-0320-X.
- Lorenz Wachinger (Autor), Barbara Wachinger und Felix Billeter (Hrsg.), Jürgen Werbick (Nachwort): Erinnern – Erzählen – Deuten. Zwischen Psychotherapie, Literatur und Theologie, Mainz 2002, ISBN 3-7867-2405-9

### Beiträge in Sammelwerken
- Barbara Wachinger: Die Moraltheologie Johann Michael Sailers. In: Georg Schwaiger (Hrsg.), Paul Mai (Hrsg.): Johann Michael Sailer und seine Zeit. Beiträge zur Geschichte des Bistums Regensburg, Band 16, 1982, S. 257–275.

### Artikel in Zeitschriften und Lexika
- Barbara Wachinger, Lorenz Wachinger, Art. „Zärtlichkeit“, in: Anneliese Lissner (Hrsg.), Rita Süssmuth (Hrsg.), K. Walter (Hrsg.), Frauenlexikon. Traditionen, Fakten, Perspektiven (= Reihe Frauenforum), Freiburg im Breisgau, Basel, Wien 1988, ISBN 3-451-20977-2, S. 1183–1188.
- Barbara Wachinger, Lorenz Wachinger, Art. „Ehe und Familie“, in: Peter Eicher (Hrsg.), Neues Handbuch theologischer Grundbegriffe, 1991, Band 1, Seiten 321ff.
- Barbara Wachinger, Lorenz Wachinger, Gewissensentscheidung aus psychologischer Sicht, in: Diakonia, 1994, S. 294–301.
- Barbara Wachinger, Der Weg zu Gott führt über die eigene Biographie. Am Fluss meines Lebens, in: KDFB Engagiert – Die Christliche Frau. Mitgliederzeitschrift des KDFB, 2007, Ausgabe 8 und 9.

| Personendaten    | Personendaten                                                     |
| ---------------- | ----------------------------------------------------------------- |
| NAME             | Wachinger, Barbara                                                |
| ALTERNATIVNAMEN  | Jendrosch, Barbara (Geburtsname)                                  |
| KURZBESCHREIBUNG | deutsche römisch-katholische Moraltheologin und Hochschullehrerin |
| GEBURTSDATUM     | 1937                                                              |